# Ribera d'Urgellet
Ribera d'Urgellet è un comune spagnolo di 811 abitanti situato nella comunità autonoma della Catalogna.